# Марушкинское
Поселение Мару́шкинское — бывшая административно-территориальная единица и муниципальное образование в составе Новомосковского административного округа города Москвы. Вошло в состав столицы с 1 июля 2012 года в ходе реализации проекта по расширению города. Упразднено 8 мая 2024 года в процессе административно-территориальной реформы ТиНАО. Правопреемником поселения Марушкинское являются органы местного самоуправления и управа района Внуково. 
Административный центр — деревня Марушкино.
Глава поселения и председатель Совета депутатов — Ивашкин Александр Анатольевич..
По принятому в 2024 году закону города поселение преобразуется, части его территории отходят муниципальным округам Внуково и Филимонковский .

## Географические данные
Общая площадь — 50,63 км² (ранее в законе указывалось — 48,75 км², в 2011 году произошло уточнение границ с Москвой, с посёлком Толстопальцево).
Муниципальное образование находится в северо-западной части Новомосковского административного округа и граничит:
- с поселением Кокошкино (на севере),
- с посёлком и деревней Толстопальцево (район Внуково, ЗАО Москва; на севере),
- с поселением Внуковское (на северо-востоке),
- с посёлком Внуково (район Внуково, ЗАО, Москва; на востоке),
- с поселением Филимонковское (на юго-востоке),
- с поселением Первомайское (на юге),
- с Наро-Фоминским городским округом Московской области (на юго-западе и западе),
- с Одинцовским городским округом района Московской области (на северо-западе).

## Население
| 2010    | 2012    | 2013    | 2014  | 2015  | 2016  | 2017  | 2018  | 2019  | 2020  |
| ------- | ------- | ------- | ----- | ----- | ----- | ----- | ----- | ----- | ----- |
| 5472    | ↗5739   | ↗5961   | ↗5987 | ↗6335 | ↗6808 | ↗6874 | ↗6993 | ↗7082 | ↗7694 |
| 2021    | 2023    | 2024    |       |       |       |       |       |       |       |
| ↗15 216 | ↗15 692 | ↗16 230 |       |       |       |       |       |       |       |

### Национальный состав
По итогам переписи населения 2020 года проживали следующие национальности (национальности менее 0,1 % и другое, см. в сноске к строке «Другие»):
| Национальность | Численность, чел. | Доля     |
| -------------- | ----------------- | -------- |
| Русские        | 13 116            | 86,20 %  |
| Армяне         | 328               | 2,16 %   |
| Татары         | 148               | 0,97 %   |
| Узбеки         | 102               | 0,67 %   |
| Таджики        | 100               | 0,66 %   |
| Украинцы       | 99                | 0,65 %   |
| Грузины        | 91                | 0,60 %   |
| Азербайджанцы  | 89                | 0,58 %   |
| Киргизы        | 52                | 0,34 %   |
| Чеченцы        | 34                | 0,22 %   |
| Башкиры        | 32                | 0,21 %   |
| Молдаване      | 31                | 0,20 %   |
| Лезгины        | 30                | 0,20 %   |
| Белорусы       | 29                | 0,19 %   |
| Аварцы         | 22                | 0,14 %   |
| Мордва         | 19                | 0,12 %   |
| Калмыки        | 18                | 0,12 %   |
| Даргинцы       | 17                | 0,11 %   |
| Другие         | 859               | 5,66 %   |
| Итого          | 15 216            | 100,00 % |

## Состав поселения
| №  | Населённый пункт   | Тип населённого пункта          | Население |
| -- | ------------------ | ------------------------------- | --------- |
| 1  | Акиньшино          | деревня                         | ↗155      |
| 2  | Анкудиново         | деревня                         | ↘6        |
| 3  | Большое Покровское | деревня                         | ↗145      |
| 4  | Большое Свинорье   | деревня                         | ↘27       |
| 5  | Власово            | деревня                         | ↘78       |
| 6  | Давыдково          | деревня                         | ↗127      |
| 7  | Кирпичного завода  | посёлок                         | ↗12       |
| 8  | Красные Горки      | посёлок                         | ↗61       |
| 9  | Крёкшино           | деревня                         | ↘63       |
| 10 | Марушкино          | деревня, административный центр | ↘2904     |
| 11 | Постниково         | деревня                         | ↗157      |
| 12 | Совхоза «Крёкшино» | посёлок                         | ↘1460     |
| 13 | Соколово           | деревня                         | ↗51       |
| 14 | Станции Крёкшино   | посёлок при станции             | ↗196      |
| 15 | Шарапово           | деревня                         | ↗30       |

## История
Марушкинский сельсовет был образован после Октябрьской революции и в 1919 году входил в состав Перхушковской волости Звенигородского уезда Московской губернии. По данным Всесоюзной переписи населения 1926 года в сельсовет входили деревни Марушкино (222 жителя), Ликино (409), Постниково (230), Собакино (80), Толстопальцево (190), Ямищево (155), село Зайцево (201) и совхоз Собакинская опытная станция (150).
В 1929 году Марушкинский сельсовет вошёл в состав Звенигородского района образованной Московской области, однако уже в мае 1930 года, наряду с 12 другими сельсоветами, был передан Наро-Фоминскому району, на тот момент в сельсовет входило 4 населённых пункта — Марушкино, Постниково, Собакино и Толстопальцево.
Постановлением Московского областного исполнительного комитета от 17 июля 1939 года № 1559 и утверждающим его указом Президиума Верховного совета РСФСР от 17 августа 1939 года сельсовету были переданы селения Давыдково и Шарапово упразднённого Давыдковского сельсовета.
В июне 1954 года к Марушкинскому сельсовету были присоединены территории упразднённых Больше-Покровского и Больше-Свинорского сельсоветов.
В начале 1956 года из населённых пунктов Кокошкино, Санино и Толстопальцево Марушкинского сельсовета решением Мособлисполкома № 13 был образован новый дачный посёлок Кокошкино.
В 1963 году Наро-Фоминский район был упразднён, и до начала 1965 года Марушкинский сельсовет находился в составе Звенигородского укрупнённого сельского района, после чего был вновь передан восстановленному Наро-Фоминскому району.
29 ноября 1978 года была упразднена деревня Анино (снята с учёта 23.06.1988), а её жители переселены в дачный посёлок Кокошкино.
Постановлением от 3 февраля 1994 года № 7/6 Московская областная дума утвердила положение о местном самоуправлении в Московской области, согласно которому сельсоветы как административно-территориальные единицы были преобразованы в сельские округа.
В 1999 году в Марушкинском сельском округе было 18 населённых пунктов — посёлки кирпичного завода, Красные Горки, ОПХ Толстопальцево, совхоза «Крёкшино» и станции Крёкшино; хутор Брёхово; деревни Акиньшино, Анкудиново, Большое Покровское, Большое Свинорье, Власово, Давыдково, Крёкшино, Марушкино, Постниково, Санино, Соколово и Шарапово.
В 2004 году, согласно постановлению Губернатора Московской области от 17.05.2004 № 93-ПГ, в состав деревни Марушкино включён посёлок ОПХ «Толстопальцево».
В рамках реформы местного самоуправления и в соответствии с Законом Московской области от 28 февраля 2005 года № 72/2005-ОЗ «О статусе и границах Наро-Фоминского муниципального района и вновь образованных в его составе муниципальных образований» на территории Наро-Фоминского района было образовано сельское поселение Марушкинское, в состав которого вошли 15 населённых пунктов позже упразднённого Марушкинского сельского округа.
1 июля 2012 года сельское поселение Марушкинское вошло в состав Новомосковского административного округа «Новой Москвы», при этом из его названия было исключено слово «сельское».

## Парки и общественные пространства

### Парк «Ручеек»
В 2013 году на месте заброшенного пустыря на территории бывшей усадьбы «Собакино» появился парк. Площадь парка — 14,5 га. Здесь есть 2 спортивные площадки, площадка с силовыми тренажерами, площадка для тенниса и 4 детские площадки.

### Парк Победы
Площадь 1,6 га. На территории расположен монумент павшим в Великой Отечественной войне, пешеходная зона, детская площадка с качелями, спортивная площадка. С правой стороны установлен постамент, на котором, установлена пушка с подсветкой в вечерне-ночное время, в память всем артиллеристам, участвующим в войне 1941-1945 годов. В парке 4 зоны: центральная аллея, зона отдыха, детско-спортивная территория и парковка. Все зоны соединены пешеходными дорожками.